# Madonna dell'Umiltà (Masaccio)
La Madonna dell'Umiltà è una tempera su tavola attribuita a Masaccio (105x54 cm). È conservata alla National Gallery of Art di Washington e databile al 1424-1425.

## Storia
L'opera venne dipinta quasi certamente per la devozione privata, viste le dimensioni relativamente piccole. Le fonti antiche la ignorano (come accade spesso per questo genere di dipinti) e venne alla luce per la prima volta a New York nel 1929, da Duveen & Co. Nel 1937 l'opera fu acquistata da Andrew W. Mellon e da lui fu donata alla National Gallery nel 1941.

## Descrizione e stile
La Madonna dell'Umiltà è un tema iconografico diffuso dall'inizio del XIV secolo, che mostra la Vergine seduta in terra col Bambino, a differenza della Maestà che la raffigura in trono.
Il pannello è in uno stato di conservazione mediocre ed ha subito pesanti interventi di restauro che ne impediscono un giudizio definitivo circa la paternità.
Dalla lettura della composizione sembra comunque più che probabile l'attribuzione a Masaccio, come parrebbero confermare alcuni dettagli sperimentali, come le gambe in scorcio della Vergine o le aureole in prospettiva. L'opera, per via di una certa aderenza alla lezione di Giotto, viene comunemente datata vicino alla Sant'Anna metterza (cui sono simili gli angeli reggicortina), tra il 1424 e il 1425, in ogni caso prima dell'esperienza della Cappella Brancacci.